# Giardino delle Rose
Der Giardino delle Rose (deutsch: Rosengarten) ist ein Park in der Nähe des Piazzale Michelangelo. Er bietet eine Sammlung von über 400 Rosen, weiteren Pflanzen und einen Blick auf Florenz und den Dom zu Florenz. Er ist in Terrassen angelegt.
Der Park wurde 1865 von Giuseppe Poggi erbaut. 1895 wurde er für die Öffentlichkeit zugänglich. 1998 wurde hier außerdem ein Japanischer Garten eingerichtet. 2005 fand hier eine Einzelausstellung des belgischen Künstlers Jean-Michel Folon statt, darunter seine Kunstwerke „Partir“ und „Je me souviens“.